# Wilhelm Salzer
Wilhelm Salzer (* 19. April 1896 in Vöcklabruck, Oberösterreich; † 12. Juli 1975 in Steyr, Oberösterreich) war ein österreichischer Politiker (CSP, später ÖVP).

## Leben
Wilhelm Salzer besuchte zunächst die Pflichtschulen in Oberösterreich und die Arbeiterhochschule in München. Als junger Mann schrieb er sich an der Universität Wien ein, an der er fünf Semester als außerordentlicher Hörer Volkswirtschaftslehre studierte. Als gelernter Kaufmann leitete Salzer als Direktor die Linzer Wohnbaugesellschaft Neue Heimat.
Salzers politische Karriere begann 1922, als er als christlichsoziales Mitglied des Gemeinderats von Linz vereidigt wurde. Er war es bis 1929. Anfang der 1930er Jahre zog Salzer nach Kärnten, wo er von 1934 bis 1936 Gemeinderatsmitglied der CSP in Villach war. Von 1931 bis 1936 war Salzer zudem Vizepräsident der Kärntner Arbeiterkammer.
1938, nach dem Anschluss Österreichs, kam Salzer kurzzeitig in Haft.
Im Mai 1949 wurde Salzer für die ÖVP als Mitglied des Bundesrats vereidigt. Als Bundesrat war Salzer zwölf Jahre, bis November 1961, tätig. Zweimal, in der ersten Jahreshälfte 1957 und zuletzt im letzten Halbjahr vor seinem Ausscheiden aus dem Bundesrat bekleidete Salzer das Amt des Bundesratspräsidenten.
Parallel zu seinem Amt als Bundesrat saß Salzer, nach 26 Jahren Abwesenheit, von 1955 bis 1960 erneut im Gemeinderat von Linz.
Innerhalb seiner Partei war Salzer unter Heinrich Gleißner stellvertretender ÖVP-Parteivorsitzender in Oberösterreich.